# Jean Grae
Tsidi Ibrahim (Ciudad del Cabo, 26 de noviembre de 1976), también conocida por su nombre artístico Jean Grae (antes What? What?), es una rapera estadounidense. Ella se levantó en la escena del hip hop clandestino en la ciudad de Nueva York y ha construido una base de fans internacional. La música única y el estilo lírico de Grae le han valido el reconocimiento como la Maestra de ceremonias favorita de muchos artistas de rap como Talib Kweli, Jay-Z y Black Thought de The Roots. Es una persona de género no binario.

## Primeros años
Jean Grae nació como Tsidi Ibrahim, en Ciudad del Cabo, Sudáfrica, el 26 de noviembre de 1976. Jean, hija de los músicos de jazz sudafricanos Sathima Bea Benjamin y Abdullah Ibrahim, se crio en la ciudad de Nueva York, donde la familia se mudó después del nacimiento de Jean. Grae estudió Interpretación Vocal en la Escuela Secundaria Fiorello H. LaGuardia, antes de estudiar una especialización en Negocios Musicales en la Universidad de Nueva York; abandono después de tres semanas de clase.

## Carrera musical

### 1996-1998: Inicios
En 1995, George Rithm Martinez descubrió a Jean cuando reclutó al artista para un demo de cinco canciones en su grupo Ground Zero. El demo obtuvo los honores "Unsigned Hype" en The Source en marzo de 1996. Más tarde, Jean se unió a un grupo de hip hop llamado Natural Resource junto con el rapero Ocean y el disc jockey James "AGGIE" Barrett. En 1996, lanzaron dos sencillos de 12 pulgadas en su sello, Makin' Records. Aparecieron en sencillos de Pumpkinhead y Bad Seed, así como en O.B.S. (Original Blunted Soldiers) sencillo doble de 12 pulgadas. Produjeron gran parte del material publicado bajo el seudónimo de "Run Run Shaw".

### 1998-2004: Carrera en solitario
Natural Resource se disolvió en 1998, después de lo cual Jean cambió su nombre artístico de What? What? a Jean Grae, una referencia al personaje de X-Men Jean Grey. Jean lanzó el LP, Attack of the Attacking Things, el 6 de agosto de 2002 y lanzó This Week el 21 de septiembre de 2004. Jean ha grabado con importantes artistas de hip-hop como Atmosphere, The Roots, Phonte, Mr. Len, Pharoahe Monch y The Herbaliser.
Grae grabó un álbum con el productor de Carolina del Norte 9th Wonder, titulado Jeanius; la grabación sin terminar se filtró en línea y el trabajo se detuvo. Sin embargo, en una fiesta de lanzamiento del álbum The Dream Merchant Vol. 2 de 9th Wonder, Jean declaró que Jeanius todavía iba a ser lanzado. Fue lanzado el 24 de junio de 2008 en Zune Live Marketplace, luego en disco el 8 de julio de 2008. Robert Christgau describió el rap de Jean como "notable por su rapidez, claridad y cadencia idiomática. La escritura tiene una alfabetización polisilábica de buen humor".

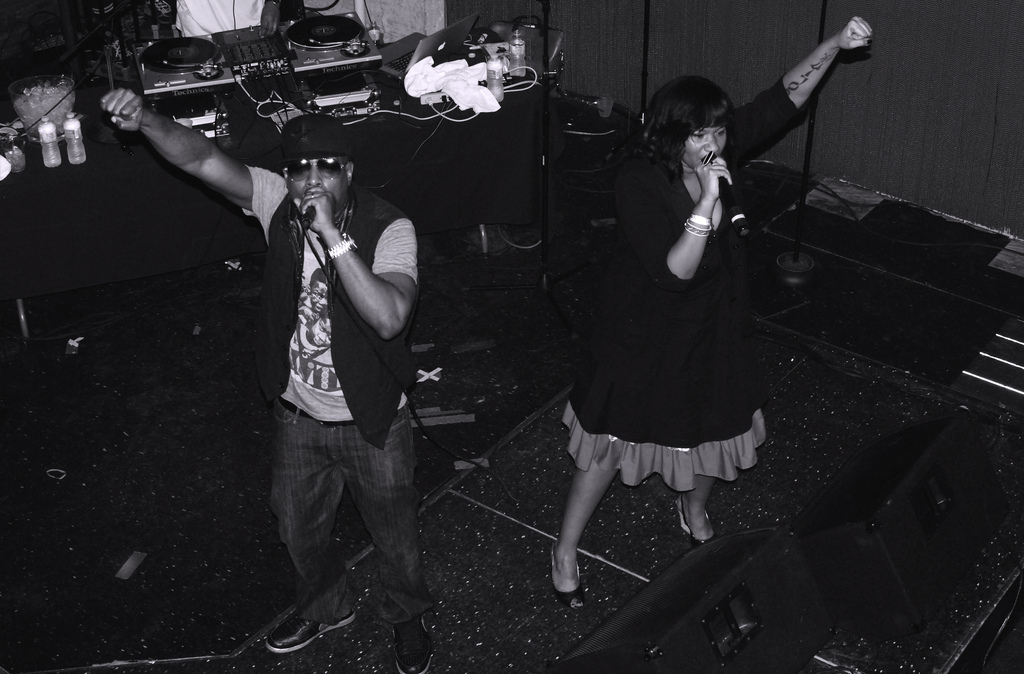
Talib Kweli y Jean Grae en 2010

### 2005-2008: Blacksmith Music
Previamente firmada con Babygrande Records, Jean firmó un contrato en 2005 con Blacksmith Records de Talib Kweli. El 28 de abril de 2008, Grae publicó una entrada de blog en MySpace diciendo adiós a los fans. Jean estaba desencantada con la industria de la música y deseaba formar una familia, pero dijo que se estaba trabajando en nuevo material. En julio de 2008, Talib Kweli publicó una entrada de blog explicando el álbum de Grae y mencionando que Grae no se retiraba. Animó a los fanáticos a comprar el álbum, refiriéndose a Grae como "uno de los últimos verdaderos MC que quedan". Grae volvió a hacer presentaciones en vivo más tarde ese año.

### 2008–presente: Freelance
El 18 de septiembre de 2008, Grae publicó un anuncio de Craigslist que ofrecía servicios creativos por $800/16 barras. En un blog, Jean declaró: "No quiero quejarme más, solo quiero cambiar algunas cosas sobre la forma en que se trata a los artistas y la forma en que se les permite participar, ya que ES la era digital". Desde entonces, la música de Jean ha sido autoeditada a través del sitio web del artista y Bandcamp.
El 25 de junio de 2011, Grae lanzó un mixtape gratuito titulado Cookies or Comas, que presenta apariciones especiales de Styles P, Talib Kweli y Pharoahe Monch; también incluye "Assassins" del álbum de Monch W.A.R. (We Are Renegades) y "Uh Oh" del álbum de Kweli Gutter Rainbows. Esto fue seguido por Dust Ruffle de 10 pistas el 2 de enero de 2013, con canciones inéditas de 2004 a 2010. Entre octubre y noviembre de 2013, Grae lanzó EP titulados Gotham Down Cycle 1: Love in Infinity (Lo-Fi), Gotham Down Cycle II: Leviathan y Gotham Down Cycle 3: The Artemis Epoch. En diciembre de 2013, Jean los combinó en la versión deluxe de Gotham Down
Grae se separó de la música, lanzó el audiolibro The State of Eh en enero de 2014, y escribió, dirigió y protagonizó la comedia en línea Life with Jeanie. En 2013, Jean tuvo un papel secundario en la película independiente Big Words y en 2015 apareció en el episodio And The Crime Ring de la comedia de CBS 2 Broke Girls. El 2 de octubre de 2016, Jean presentó los Golden Probes. El 9 de septiembre de 2018, Grae y Quelle Chris lanzaron su álbum conjunto de 15 pistas Everything's Fine, calificado por Rolling Stone como el 22.º mejor álbum de hip hop de 2018.

## Discografía
- 2002: Attack of the Attacking Things
- 2004: This Week
- 2008: Jeanius
- 2018: Everything's Fine